# السيدة ملعقة
السيدة ملعقة مسلسل أنمي (رسوم متحركة) من إنتاج شركة إستديو بيرو اليابانية عام 1983.
يتكون المسلسل من 50 حلقة، عرضت لأول مرة في اليابان بين 1983 و1984.

## القصة
قصة المسلسل مقتبسة من رواية للمؤلف النرويجي ألف برويسن (بالنرويجية: Alf Prøysen).
السيدة ملعقة هي امرأة تعيش في قرية صغيرة مع زوجها وتضع ملعقة شاي سحرية كقلادة على عنقها تتسبب بين الفينة والأخرى بصغر جسمها لتصبح بحجم الملعقة، ثم بعد فترة من الوقت تعود إلى حجمها الطبيعي وعند تقلص حجمها يمكنها التواصل مع الحيوانات وتقوم بمغامرات رائعة في الغابة وتتعرف إلى فتاة غامضة تعيش في الغابة وحدها تقوم بمساعدتها بالإضافة إلى أنها تقوم بصداقة مع عائلة الفئران. يتمكن زوجها السيد شوكة من كشف سرها في نهاية المسلسل رغم صعوبة رؤيتها عند تقلص جسمها.

## الشخصيات
- السيدة ملعقة
- السيد شوكة. وهو زوج السيدة ملعقة.
- ليلي. وهي فتاة صغيرة تزعج السيدة ملعقة أحياناً.
- ثلاثة ميو. وهو قط تربيه السيّدة ملعقة.
- عائلة الفئران. عائلة هوكين. وهم أصدقاء السيد ملعقة عندما تصغر.

## الدبلجة العربية
نفّذت الدبلجة العربية في المركز العربي للخدمات السمعية والبصرية، وقام بالدبلجة عدد من الفنانين الأردنيين، منهم رفعت النجار بدور السيدة ملعقة، خالد الطريفي، إيمان هايل، عبد الكريم القواسمي، أمل الدباس، عبير عيسى، ريم سعادة، وغيرهم.

## وصلات خارجية
- السيدة ملعقة على موقع IMDb (الإنجليزية)
- السيدة ملعقة على موقع قاعدة بيانات الأفلام السويدية (السويدية)
- السيدة ملعقة على موقع قاعدة بيانات الفيلم (الإنجليزية)
- السيدة ملعقة على موقع ANN anime (الإنجليزية)

 (بالإنجليزية)